# Máscara Dorada

Gran Metalik (né le 3 novembre 1988 à Guadalajara, Jalisco) est un catcheur (lutteur professionnel) mexicain. Il travaille actuellement à la Ring of Honor, sous le nom de Metalik. 
Il est aussi connu pour son travail à la World Wrestling Entertainment de 2016 à 2021. 
Il est en grande partie connu pour sa carrière au sein du Consejo Mundial de Lucha Libre où il a lutté sous le nom de Máscara Dorada.

## Carrière

### Consejo Mundial de Lucha Libre (2005-2016)

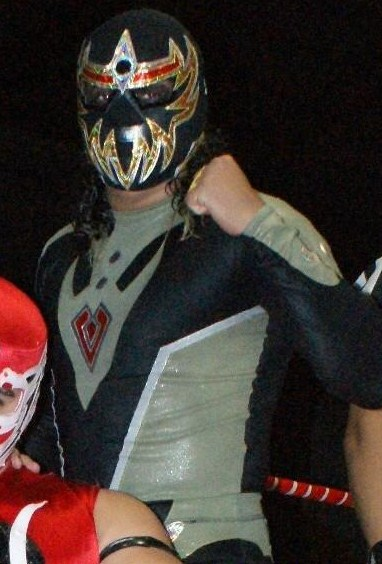
Dorada à l'Arena Coliseo de Monterrey en 2010

Le 21 mai 2010, lui, La Sombra et La Máscara battent La Ola Amarilla (Hiroshi Tanahashi, Okumura et Taichi) et remportent les CMLL World Trios Championship.
Le 15 juillet 2011, lui, La Sombra et La Máscara perdent les CMLL World Trios Championship contre Los Hijos del Averno (Averno, Ephesto et Mephisto).

### New Japan Pro Wrestling (2010–2016)
Le 16 avril, lui et Tama Tonga battent Jushin Thunder Liger et King Fale.
Le 25 octobre 2014, il retourne à la NJPW en faisant équipe avec Bushi pour participer au Super Junior Tag Tournament 2014 et lors du premier tour ils perdent contre reDRagon (Bobby Fish et Kyle O'Reilly) et sont éliminés du tournoi.
Lors d'Invasion Attack 2015, il perd contre Kenny Omega et ne remporte pas le IWGP Junior Heavyweight Championship,.
Le 22 janvier 2016, lors de Fantastica Mania 2016, il bat Bushi et remporte le CMLL World Welterweight Championship pour la quatrième fois.

### World Wrestling Entertainment (2016-2021)
En 2016, la WWE annonce qu'il participera au WWE Cruiserweight Classic. Il s'incline en finale face à T.J. Perkins et ne remporte pas le tournoi.

#### Rawet 205 Live (2016-2018)
Il fait ses débuts à Raw le 19 septembre en perdant un Fatal 4-Way Match au profit de Brian Kendrick dans un match qui comprenait Rich Swann et Cedric Alexander et n'affrontera pas T.J. Perkins pour le WWE Cruiserweight Championship à Clash of Champions. Par la suite, il combat à 205 Live.

#### The Lucha House Party et départ (2018-2021)

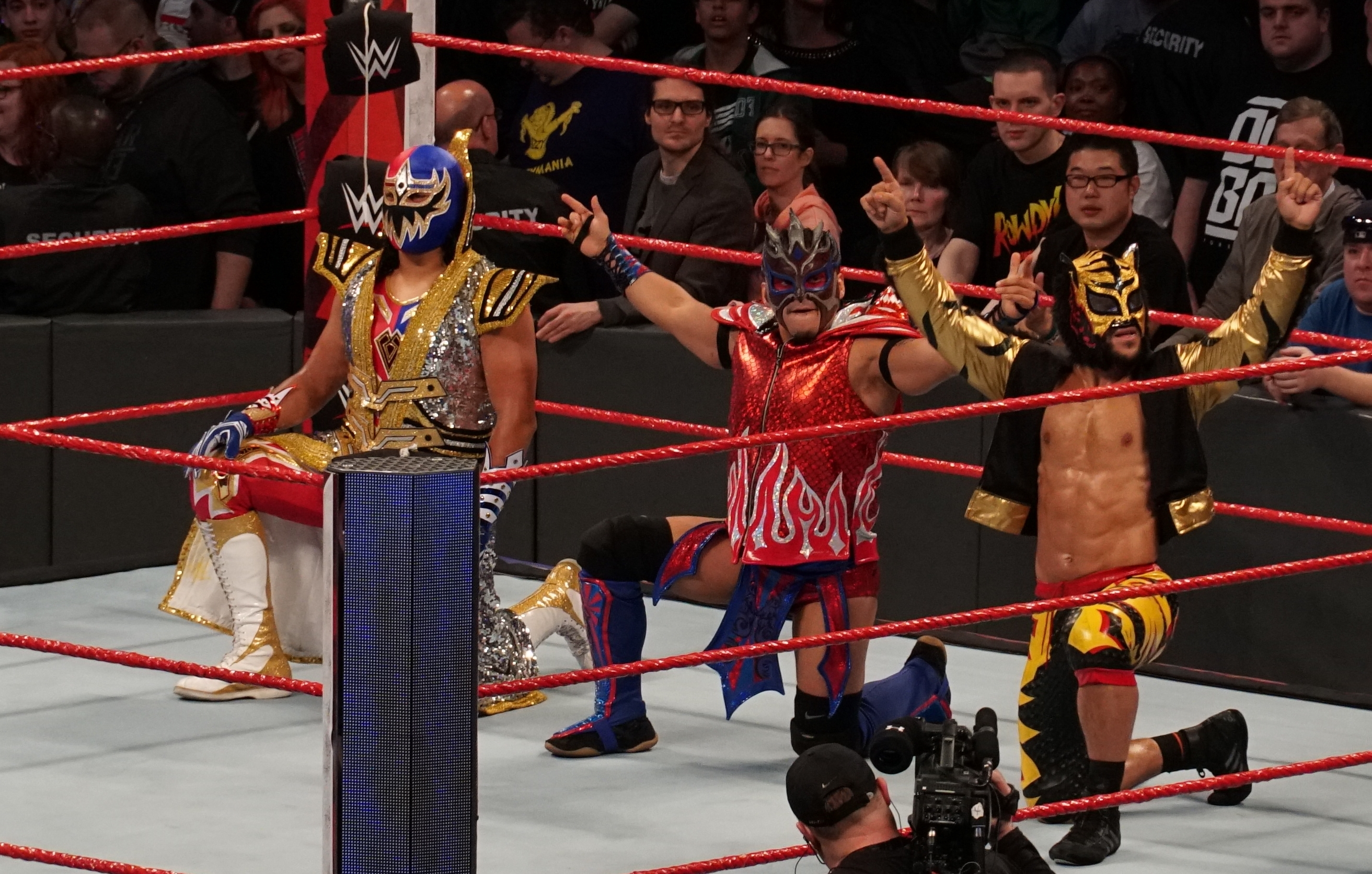
Lucha House Party - Metalik (à droite), Kalisto (au milieu), et Lince Dorado (à gauche) en Avril 2018

Le 28 janvier 2018 au Royal Rumble, Kalisto, Dorado et lui battent TJP, Gentleman Jack Gallagher 
et Drew Gulak dans un 6-Man Tag Team Match. 
Le 18 novembre aux Survivor Series, l'équipe Raw (Bobby Roode, Chad Gable, les Revival, la B-Team, l'Ascension et eux) perd face à l'équipe SmackDown (les Usos, le New Day, les Good Brothers, SAnitY et les Colóns) dans un 10-on-10 Tradtional Man's Survivor Series Tag Team Elimination Match.
Le 7 juin 2019 à Super ShowDown, les trois luchadors perdent face à Lars Sullivan par disqualification, lors d'un 3-on-1 Handicap Match. 
Le 11 octobre à SmackDown, lors du Draft, ils sont annoncés être transférés au show bleu par Stephanie McMahon. Le 31 octobre à Crown Jewel, Lince Dorado et lui ne remportent pas la coupe du monde par équipe de la WWE, éliminés par les Dirty Dawgs dans un Nine-Team Tag Team Turmoil Match.
Le 8 mars 2020 à Elimination Chamber, ils ne remportent pas les titres par équipe de SmackDown, battus par John Morrison et The Miz dans un Elimination Chamber Match, qui inclut également les Usos, le New Day, les Dirty Dawgs et Heavy Machinery. 
Le 10 mai à Money in the Bank, ils ne remportent pas les titres par équipe de SmackDown, battus par le New Day dans un Fatal 4-Way Tag Team Match, qui inclut également John Morrison et The Miz, ainsi que The Forgotten Sons. 
Le 13 octobre, Lince Dorado et lui sont transférés à Raw, tandis que Kalisto, de son côté, reste seul à SmackDown. Le 9 novembre à Raw, il ne remporte pas le titre 24/7, battu par Akira Tozawa dans un Fatal 7-Way Match.[réf. nécessaire] Il devient champion 24/7 en effectuant un Splash & tombé sur Tucker, avant de le perdre rapidement en subissant un tombé de son partenaire Lince Dorado.
Le 9 avril 2021 à SmackDown special WrestleMania, il ne remporte pas la Andre the Giant Memorial Battle Royal, gagnée par Jey Uso. 
Le 4 novembre, la WWE annonce son renvoi.

### Impact Wrestling (2022-...)
Le 1er septembre 2022, il fait ses débuts à Impact Wrestling en battant Alex Zayne.

## Palmarès
- Consejo Mundial de Lucha Libre

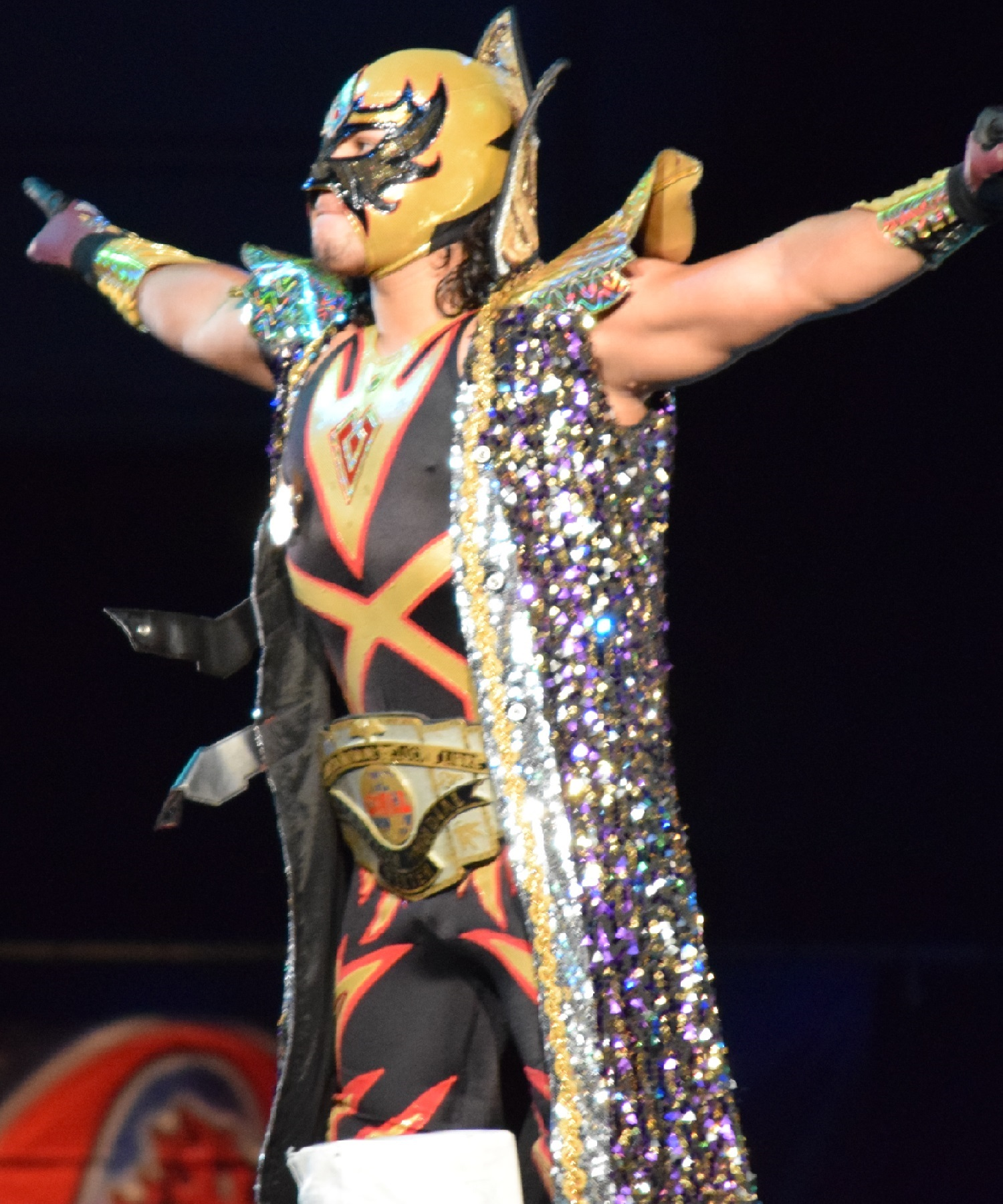
Dorada en tant que CMLL World Welterweight Champion

  - 1 fois CMLL World Super Lightweight Championship
  - 2 fois CMLL World Trios Championship avec La Sombra & La Máscara (1), Místico II & Valiente (1)
  - 4 fois CMLL World Welterweight Championship
  - 1 fois Mexican National Trios Championship avec Metro et Stuka, Jr.
  - 1 fois NWA World Historic Welterweight Championship
  - CMLL Torneo Nacional de Parejas Increibles (2010, 2011) avec Atlantis
  - Torneo Corona avec La Sombra
  - CMLL Trio of the Year (2010) avec La Sombra & La Máscara

- New Japan Pro Wrestling
  - Fantastica Mania Tag Tournament (2015) avec Atlantis[21]

- World Wrestling Entertainment
  - 1 fois WWE 24/7 Champion

## Récompenses des magazines
- Pro Wrestling Illustrated

| Année | 2010 | 2011 | 2012 | 2013 | 2014 | 2015       | 2016 | 2017 | 2018 | 2019 | 2020  |
| ----- | ---- | ---- | ---- | ---- | ---- | ---------- | ---- | ---- | ---- | ---- | ----- |
| Rang  | 240  | 273  | 239  | 152  | 343  | Non classé | 291  | 209  | 130  | 168  | 🔻362 |